# Список почётных граждан Московской области

## Почётные граждане Московской области
1. Конотоп Василий Иванович (посмертно), первый секретарь Московского областного комитета КПСС (30 сентября 1999)[1]
2. Козлов Николай Тимофеевич, председатель исполнительного комитета Московского областного Совета народных депутатов (30 сентября 1999)[1]
3. Овчар Владимир Герасимович, председатель Совета директоров машиностроительных и металлургических предприятий Московской области (30 сентября 1999)[1]
4. Трифонов Михаил Степанович, директор АО «Сергиевское» Коломенского района (30 сентября 1999)[1]
5. Черепанов Иван Михайлович, бывший председатель Московского областного Совета народных депутатов (30 сентября 1999)[1]
6. Горностаев Евгений Петрович, Глава Коломенского района (12 октября 1999)[2]
7. Кузнецов Леонтий Васильевич, генерал-полковник, командующий войсками Московского военного округа (22 октября 1999)[3]
8. Мамров Василий Яковлевич, председатель кооперативного предприятия (22 октября 1999)[3]
9. Печенов Владимир Яковлевич, директор Раменского комбината хлебопродуктов (22 октября 1999)[3]
10. Лужков Юрий Михайлович, мэр города Москвы (27 октября 1999)[4]
11. Товмасян Георгий Григорьевич (посмертно), генеральный директор открытого акционерного общества «Подольсккабель» (4 ноября 1999)[5]
12. Молодцов Борис Андреевич, ветеран Орехово-Зуево (5 ноября 1999)[6]
13. Жуков Борис Петрович, академик Российской Академии наук, профессор, почётный директор Федерального Центра двойных технологий «Союз», город Дзержинский (17 ноября 1999)[7]
14. Азаров Виктор Яковлевич, председатель Московского областного Совета ветеранов войны, труда, Вооружённых Сил и правоохранительных органов (26 марта 2001)[8]
15. Кадышевский Владимир Георгиевич, директор Объединённого института ядерных исследований, город Дубна (26 марта 2001)[8]
16. Соколов Сергей Леонидович, Маршал Советского Союза (29 июня 2001)[9]
17. Никулин Александр Васильевич, глава администрации города Подольска (2 июля 2001)[10]
18. Пестов Василий Серафимович, председатель исполкома Мособлсовета (4 октября 2001)[11]
19. Позднякова Анна Григорьевна, учитель муниципального общеобразовательного учреждения Гимназия № 43, город Люберцы (4 октября 2001)[11]
20. Ярыгин Владимир Михайлович, токарь-карусельщик ОАО «Электростальский завод тяжелого машиностроения», город Электросталь (4 октября 2001)[11]
21. Шмельков Владимир Андреевич, президент ЗАО «Подольский домостроительный комбинат» (18 мая 2002)[12]
22. Поярков Владимир Кириллович, управляющий Московской Епархии Русской Православной Церкви (3 июня 2002)[13]
23. Щетинина Мария Павловна,  секретарь исполкома Мособлсовета (28 июня 2002)[14]
24. Месяц Валентин Карпович, первый секретарь Московского областного комитета КПСС (28 апреля 2003)[15]
25. Королёв Александр Николаевич, генеральный директор Федерального государственного унитарного предприятия «Научно-производственное предприятие «Исток» (26 июня 2003)[16]
26. Краснопольский Владислав Иванович, директор Московского областного научно-исследовательского института акушерства и гинекологии (26 июня 2003)[17]
27. Трапезникова Маргарита Фёдоровна, заведующий отделением Московского областного научно-исследовательского клинического института им. М.Ф. Владимирского (17 февраля 2004)[18]
28. Ковачевич Аркадий Фёдорович, председатель клуба «Авиатор» имени С.А.Красовского (29 апреля 2004)[19]
29. Каторгин Борис Иванович, генеральный директор и генеральный конструктор ОАО «Научно-производственное объединение Энергомаш имени академика В.П. Глушко», город Химки (30 сентября 2004)[20]
30. Набережнев Фёдор Семёнович, министр торговли и услуг для населения администрации Московской области с 1991 по 1998 год (20 октября 2004)[21]
31. Семёнов Юрий Павлович, президент, генеральный конструктор, руководитель головного конструкторского бюро ОАО «Ракетно-космическая корпорация «Энергия» имени С.П. Королёва», город Королев (8 июня 2005)[22]
32. Берлин Давид Яковлевич, генеральный директор Государственного учреждения Московской области «Баскетбольный клуб «Спартак» (11 мая 2005)[23]
33. Чепуров Виктор Николаевич, пенсионер Щёлковского района (5 августа 2005)[24]
34. Лысиков Александр Иванович, директор Государственного образовательного учреждения среднего профессионального образования «Московский областной педагогический колледж», город Серпухов (5 августа 2005)[24]
35. Драгунов Юрий Григорьевич, директор–генеральный конструктор Федерального государственного унитарного предприятия «Ордена Трудового Красного Знамени и ордена труда ЧССР опытное конструкторское бюро «Гидропресс», город Подольск (22 сентября 2005)[25]
36. Соловьёва Нина Борисовна, первый заместитель председателя Московского областного Совета ветеранов (пенсионеров) войны, труда, Вооружённых сил и правоохранительных органов (5 сентября 2006)[26]
37. Оноприенко Геннадий Алексеевич, директор Государственного учреждения «Московский областной научно-исследовательский институт им. М.Ф. Владимирского» (17 мая 2007)[27]
38. Касумов Адиль Халилович, президент ОАО «Мособлинжстрой» (24 мая 2007)[28]
39. Шилов Иван Фёдорович, председатель Российского совета ветеранов органов внутренних дел и внутренних войск (2 сентября 2010)[29]
40. Усков Евгений Иванович, генеральный директор исполнительной дирекции Регионального объединения работодателей «Московский областной союз промышленников и предпринимателей» (2 декабря 2010)[30]
41. Непобедимый Сергей Павлович, советник генерального конструктора Федерального государственного унитарного предприятия «Конструкторское бюро машиностроения» (9 сентября 2011)[31]
42. Громов Борис Всеволодович, Герой Советского Союза, бывший губернатор Московской области (31 мая 2012)[32]
43. Леонов Алексей Архипович, лётчик-космонавт СССР, дважды Герой Советского Союза (21 апреля 2014)[33]
44. Рошаль Леонид Михайлович, врач, директор НИИ неотложной детской хирургии и травматологии (28 сентября 2015)[34]
45. Антонова Лидия Николаевна, член Совета Федерации Федерального Собрания Российской Федерации (21 июня 2016)[35]
46. Гагарина Валентина Ивановна, пенсионер, вдова первого космонавта Земли Юрия Гагарина (27 сентября 2017)[36]
47. Трусов Владимир Николаевич, генеральный директор акционерного общества «Государственное машиностроительное конструкторское бюро «Радуга» имени А. Я. Березняка» (27 сентября 2017)[36]
48. Винер-Усманова, Ирина Александровна, главный тренер спортивной сборной команды Российской Федерации по художественной гимнастике Федерального государственного бюджетного учреждения «Центр спортивной подготовки сборных команд России» (16 августа 2018)[37]
49. Максимов Владимир Салманович, главный тренер команды «Чеховские медведи» государственного автономного учреждения Московской области «Центр спортивной подготовки по игровым видам спорта № 7» (29 августа 2019)[38]
50. Обносов Борис Викторович, генеральный директор Акционерного общества «Корпорация "Тактическое ракетное вооружение"» (29 августа 2019)[39]
51. Роднина Ирина Константиновна, президент Региональной общественной организации «Федерация фигурного катания на коньках Московской области» (2 октября 2019)[40]
52. Кашин Владимир Иванович, депутат Государственной Думы Федерального Собрания Российской Федерации (26 ноября 2019)[41]
53. Волынов Борис Валентинович, лётчик-космонавт СССР, дважды Герой Советского Союза (5 декабря 2019)[42]
54. Шойгу, Сергей Кужугетович, министр обороны Российской Федерации, Герой Российской Федерации (23 января 2020)[43]
55. Торкунов, Анатолий Васильевич, ректор Федерального государственного автономного образовательного учреждения высшего образования «Московский государственный институт международных отношений (университет) Министерства иностранных дел Российской Федерации», председатель Общественной палаты Московской области (30 сентября 2020)[44]
56. Фетисов, Вячеслав Александрович, депутат Государственной Думы Федерального Собрания Российской Федерации, первый заместитель председателя Комитета Государственной Думы по физической культуре, спорту, туризму и делам молодёжи (18 февраля 2021)[44]
57. Бокерия, Лео Антонович, президент федерального государственного бюджетного учреждения «Национальный медицинский исследовательский центр сердечно-сосудистой хирургии имени А.Н. Бакулева» Министерства здравоохранения Российской Федерации (18 февраля 2021)[44]
58. Райхман, Юрий Наумович, главный врач государственного автономного учреждения здравоохранения Московской области «Воскресенская районная больница № 2», городской округ Воскресенск Московской области (30 сентября 2021)[44]
59. Ковалевский, Леонид Павлович, председатель Совета депутатов городского округа Домодедово Московской области (30 сентября 2021)[44]
60. Оганесян, Юрий Цолакович, научный руководитель Лаборатории ядерных реакций Объединенного института ядерных исследований, городской округ Дубна Московской области (11 ноября 2021)[44]
61. Чемезов, Сергей Викторович, генеральный директор Государственной корпорации по содействию разработке, производству и экспорту высокотехнологичной промышленной продукции «Ростех» (16 августа 2022)[44]
62. Леонов, Александр Георгиевич, Генеральный директор, Генеральный конструктор Акционерного общества «Военно-промышленная корпорация «Научно-производственное объединение машиностроения» (19 сентября 2022)[44]
63. Машкова, Марина Геннадьевна, директор автономной некоммерческой общеобразовательной организации «Физтех-лицей» имени П.Л. Капицы (19 сентября 2022)[44]
64. Курцер, Марк Аркадьевич, генеральный директор группы компаний «Мать и дитя» (19 сентября 2022)[44]
65. Доморацкий, Николай Сидорович, директор Федерального государственного бюджетного учреждения «Учебно-тренировочный центр «Новогорск» (19 сентября 2022)[44]
66. Лысюк, Сергей Иванович, президент Ассоциации социальной защиты «БРАТСТВО КРАПОВЫХ БЕРЕТОВ — «ВИТЯЗЬ»; директор Частного образовательного учреждения дополнительного профессионального образования «Центр специальной подготовки «Витязь», городской округ Балашиха Московской области (14 июня 2023)[44]
67. Михалков, Никита Сергеевич, художественный руководитель государственного бюджетного учреждения культуры города Москвы «Центр театра и кино на Поварской»; председатель Общероссийской общественной организации «Союз кинематографистов Российской Федерации» (9 ноября 2023)[44]
68. Тягачёв, Леонид Васильевич, депутат Совета депутатов Дмитровского городского округа Московской области (14 ноября 2023)[44]
69. Паньков, Вадим Иванович, гвардии генерал-майор, командир 45-й отдельной гвардейской орденов Кутузова и Александра Невского бригады специального назначения Воздушно-десантных войск (24 июля 2024)[44]
70. Каменский, Валерий Викторович, заслуженный мастер спорта, президент Федерации хоккея Московской области (24 июля 2024)[44]
71. Пешкин Сергей Евгеньевич, директор МБОУ ДО «Спортивная школа» городского округа Краснознаменск Московской области, депутат Совета депутатов городского округа Краснознаменск Московской области (31 октября 2024)[44].